# Howard Deutch
Howard Deutch, född 14 september 1950 i New York, är en amerikansk film- och TV-regissör. Han är troligen mest känd för sitt samarbete med filmskaparen John Hughes. Två av den senares manus har regisserats av Deutch: Pretty in Pink och Some Kind of Wonderful.
Deutch föddes i New York i en judisk familj. Han regisserade musikvideor åt bl.a. Billy Idol och Billy Joel innan han debuterade som filmregissör med Pretty in Pink. Han har två döttrar med skådespelaren Lea Thompson.

## Filmografi (som regissör, urval)
- Pretty in Pink, 1986
- Some Kind of Wonderful, 1987
- Vrålet från vildmarken, 1988
- Nu är vi kvitt farsan!, 1994
- Gamla gubbar – nu ännu grinigare, 1995
- Oss torpeder emellan 2, 2004
- My Best Friend's Girl, 2008
- True Blood (TV-serie), 2013-2014